# New Place
New Place ist der Name des Hauses in Stratford-upon-Avon, das William Shakespeare im Jahre 1597 für sich und seine Familie für 60 Pfund kaufte. Er wohnte dort, nachdem er sich zur Ruhe gesetzt hatte, von 1610 bis zu seinem Tod im Jahre 1616.

Hier stand New Place bis 1759

Das Haus befand sich an der Chapel Street. Es war 1483 von Hugh Clopton erbaut worden, einem  wohlhabenden Kaufmann und späteren Bürgermeister von London. Zu Shakespeares Zeiten war es das zweitgrößte Haus in Stratford und das einzige, das im Gegensatz zu dem üblichen Fachwerkstil ganz aus Ziegelsteinen gebaut war.
Das Haus wurde später von Shakespeares Erben, seiner Tochter Susanna Hall und später seiner Enkelin Elizabeth Hall bewohnt. Danach wurde es an die Familie Clopton verkauft, Nachfahren der ursprünglichen Erbauer. Im Jahre 1759 wurde das Haus von seinem damaligen Besitzer Francis Gastrell niedergerissen, weil ihm der ständige Strom von neugierigen Touristen lästig wurde. Heute befindet sich an dieser Stelle lediglich ein kleiner Garten, der durch das nebenan gelegene Nash-Haus betreten werden kann, welches auch als Museum dient, sowie eine Hinweistafel.
2019 wurde Shakespeare’s New Place von rund 125.000 Personen besucht. 2024 betrug die Besucherzahl etwa 64.000 Personen.

## Weblink
- Wie das Haus ausgesehen haben könnte (englische Website)